# فرحات آريجان
فرحات آريجان (مواليد 28 يوليو 1993) هو لاعب جمباز فني تركي، حصل على الميدالية البرونزية في أولمبياد 2020.